# NHL Premiere Series 2007

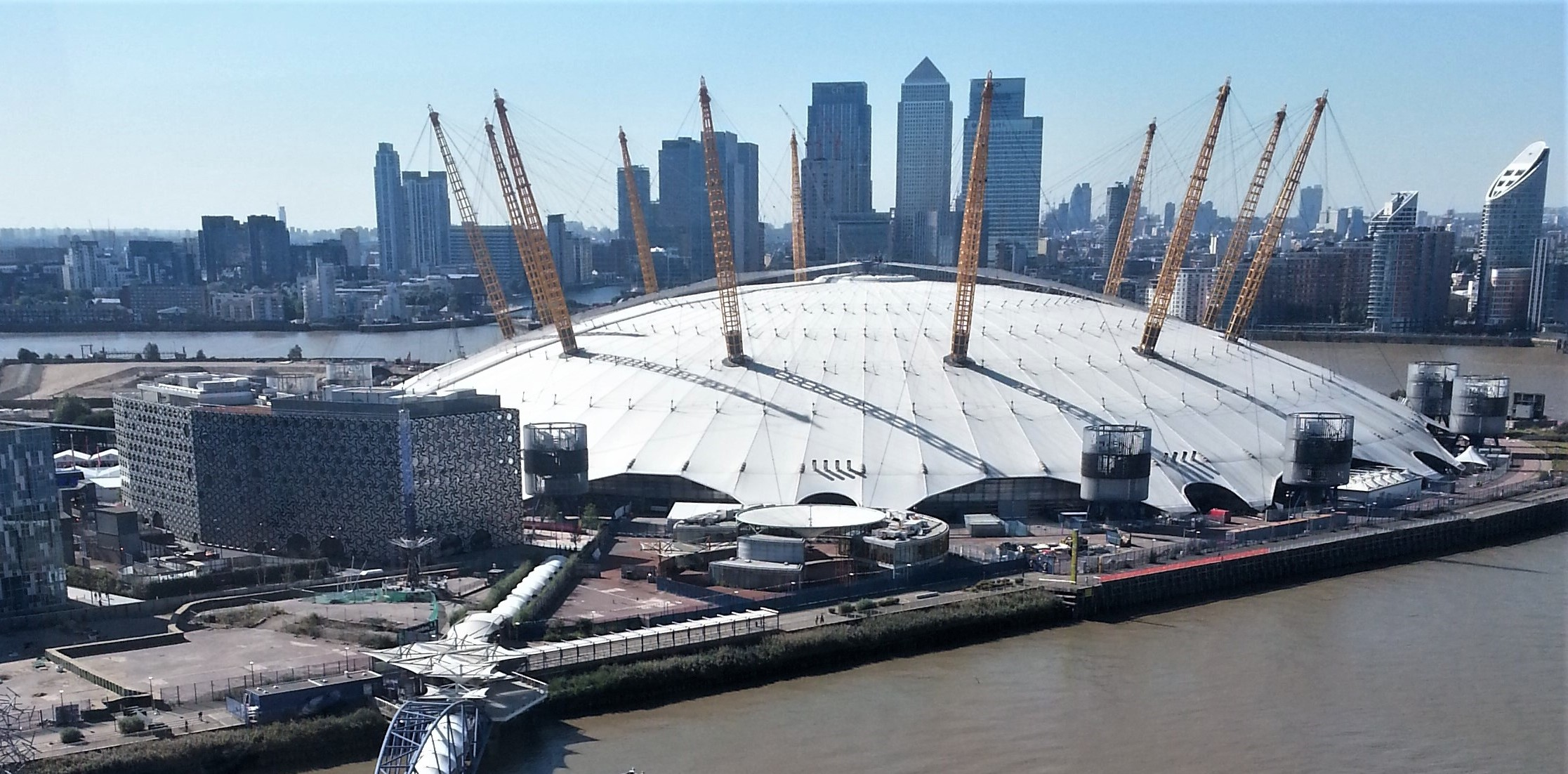
Arenan som stod värd för sportarrangemanget.

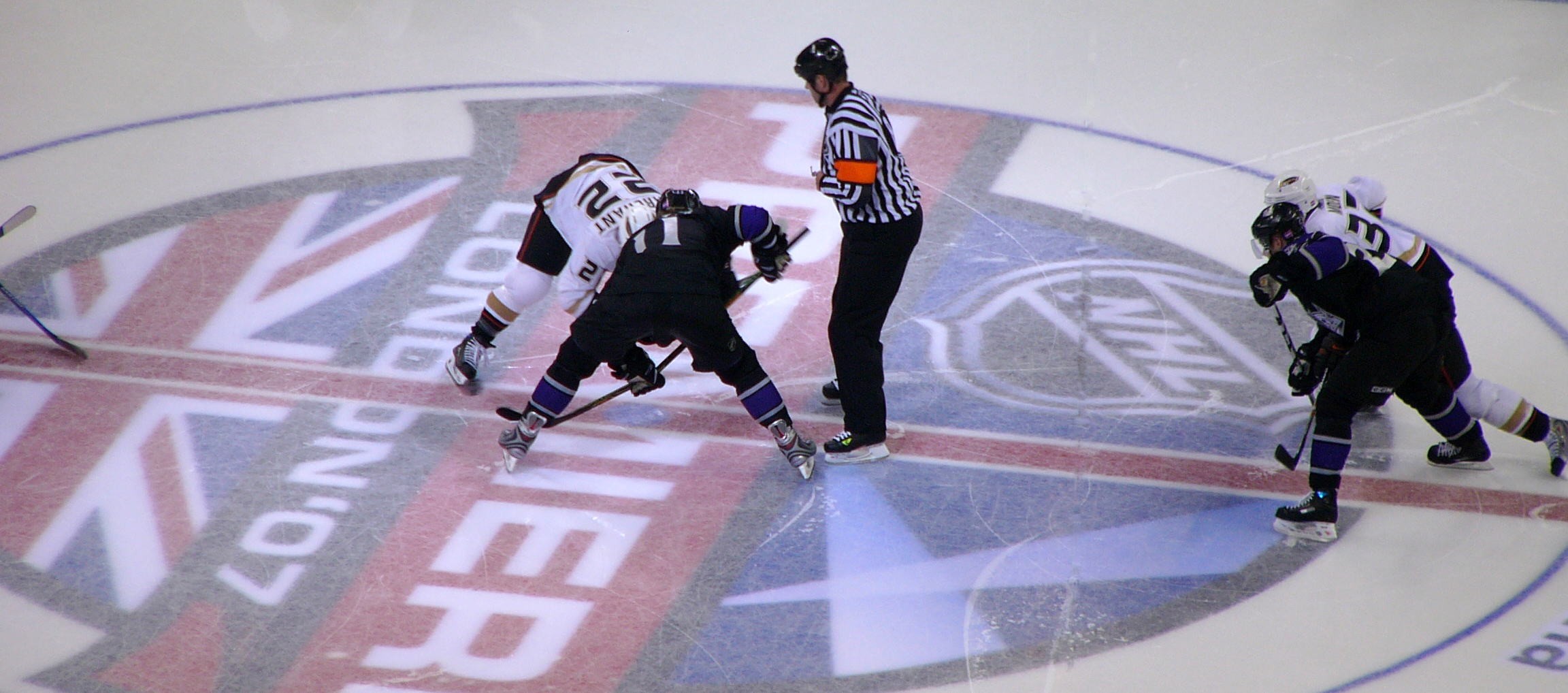
Tekning mellan Anaheim Ducks och Los Angeles Kings i första matchen i O2-arenan i London i England i Storbritannien den 29 september 2007.

NHL Premiere Series 2007 alternativt NHL Premiere 2007 var ett sportarrangemang i den nordamerikanska ishockeyligan National Hockey League (NHL) där två grundspelsmatcher spelades mellan lokalrivalerna Anaheim Ducks och Los Angeles Kings i O2-arenan i London i England i Storbritannien den 29 och 30 september 2007.
Detta var första gången någonsin som NHL spelade tävlingsmatcher på den europeiska kontinenten, innan dess var det bara träningsmatcher som spelades där mellan NHL-lag alternativt NHL-lag mot lokala ishockeylag.

## Första matchen (29 september)

### Matchtrupperna
Lagens matchtrupper till matchen.
| Namn                   | Namn                   | Namn           |
| Målvakter              | Målvakter              | Målvakter      |
| ---------------------- | ---------------------- | -------------- |
| Jonathan Bernier       |                        |                |
| Jason LaBarbera        |                        |                |
| Backar                 |                        |                |
| Rob Blake (C)          |                        |                |
| Jack Johnson           |                        |                |
| Jaroslav Modrý         |                        |                |
| Tom Preissing          |                        |                |
| Brad Stuart            |                        |                |
| Ľubomír Višňovský (A)  |                        |                |
| Forwards               |                        |                |
| Namn                   | Namn                   | Position       |
| Derek Armstrong        | Derek Armstrong        | Center         |
| Dustin Brown           | Dustin Brown           | Vänsterforward |
| Kyle Calder            | Kyle Calder            | Vänsterforward |
| Michael Cammalleri (A) | Michael Cammalleri (A) | Center         |
| Aleksandr Frolov       | Aleksandr Frolov       | Vänsterforward |
| Michal Handzuš         | Michal Handzuš         | Center         |
| Raitis Ivanāns         | Raitis Ivanāns         | Vänsterforward |
| Anže Kopitar           | Anže Kopitar           | Center         |
| Brady Murray           | Brady Murray           | Vänsterforward |
| Ladislav Nagy          | Ladislav Nagy          | Vänsterforward |
| Patrick O'Sullivan     | Patrick O'Sullivan     | Center         |
| John Zeiler            | John Zeiler            | Högerforward   |
| Tränare                |                        |                |
| Marc Crawford          |                        |                |

| Namn                | Namn                | Namn           |
| Målvakter           | Målvakter           | Målvakter      |
| ------------------- | ------------------- | -------------- |
| Ilja Bryzgalov      |                     |                |
| Jonas Hiller        |                     |                |
| Backar              |                     |                |
| François Beauchemin |                     |                |
| Joe DiPenta         |                     |                |
| Shane Hnidy         |                     |                |
| Kent Huskins        |                     |                |
| Sean O'Donnell      |                     |                |
| Chris Pronger (C)   |                     |                |
| Forwards            |                     |                |
| Namn                | Namn                | Position       |
| Todd Bertuzzi       | Todd Bertuzzi       | Högerforward   |
| Ryan Getzlaf        | Ryan Getzlaf        | Center         |
| Chris Kunitz (A)    | Chris Kunitz (A)    | Vänsterforward |
| Todd Marchant       | Todd Marchant       | Center         |
| Brad May            | Brad May            | Vänsterforward |
| Andy McDonald       | Andy McDonald       | Center         |
| Travis Moen         | Travis Moen         | Vänsterforward |
| Mark Mowers         | Mark Mowers         | Högerforward   |
| Rob Niedermayer (A) | Rob Niedermayer (A) | Center         |
| George Parros       | George Parros       | Högerforward   |
| Corey Perry         | Corey Perry         | Högerforward   |
| Bobby Ryan          | Bobby Ryan          | Högerforward   |
| Tränare             |                     |                |
| Randy Carlyle       |                     |                |

### Resultatet
|  | 29 september 2007 | Los Angeles Kings | 4 – 1 | Anaheim Ducks                                                                                              | O2-arenan | |
|  |                   | Första perioden: Michael Cammalleri (PP) (8:35) Assists: Višňovský, Frolov Andra perioden: Rob Blake (PP) (10:15) Assists: Kopitar, Brown Tredje perioden: Michael Cammalleri (PP) (1:10) Assists: Preissing, Kopitar Michal Handzuš (19:34) Assist: O'Sullivan | [ 5 ] | Första perioden: — Andra perioden: — Tredje perioden: (13:09) (PP) Bobby Ryan Assists: Pronger, Beauchemin | London, England, Storbritannien Publik: 17 300–17 551 Domare: Dave Jackson & Mick McGeough Linjedomare: Pierre Champoux & Mark Wheler | London, England, Storbritannien Publik: 17 300–17 551 Domare: Dave Jackson & Mick McGeough Linjedomare: Pierre Champoux & Mark Wheler |
|  |                   | |       | | London, England, Storbritannien Publik: 17 300–17 551 Domare: Dave Jackson & Mick McGeough Linjedomare: Pierre Champoux & Mark Wheler | London, England, Storbritannien Publik: 17 300–17 551 Domare: Dave Jackson & Mick McGeough Linjedomare: Pierre Champoux & Mark Wheler |
|  |                   | |       | | London, England, Storbritannien Publik: 17 300–17 551 Domare: Dave Jackson & Mick McGeough Linjedomare: Pierre Champoux & Mark Wheler | London, England, Storbritannien Publik: 17 300–17 551 Domare: Dave Jackson & Mick McGeough Linjedomare: Pierre Champoux & Mark Wheler |

|                     | Los Angeles Kings | Anaheim Ducks |
| ------------------- | ----------------- | ------------- |
| Powerplay           | 3/7               | 1/8           |
| Tacklingar          | 32                | 20            |
| Vunna tekningar (%) | 53                | 47            |
| Blockerade skott    | 13                | 3             |
| Utvisningsminuter   | 18                | 18            |

| Period | Los Angeles Kings | Anaheim Ducks |
| ------ | ----------------- | ------------- |
| Första | 7                 | 7             |
| Andra  | 7                 | 10            |
| Tredje | 7                 | 10            |
| Totalt | 21                | 27            |

#### Utvisningar
| Spelare           | Utvisning       | Utvisningsminuter | Tid             |
| Första perioden   | Första perioden | Första perioden   | Första perioden |
| ----------------- | --------------- | ----------------- | --------------- |
| Anže Kopitar      | Holding         | 2:00              | 02:35           |
| Brad Stuart       | Hooking         | 2:00              | 04:05           |
| Raitis Ivanāns    | Holding         | 2:00              | 17:13           |
| Andra perioden    |                 |                   |                 |
| Ľubomír Višňovský | Holding         | 2:00              | 03:25           |
| Raitis Ivanāns    | Interference    | 2:00              | 11:05           |
| Jack Johnson      | Roughing        | 2:00              | 15:02           |
| Tredje perioden   |                 |                   |                 |
| Anže Kopitar      | Hakning         | 2:00              | 06:35           |
| Aleksandr Frolov  | Tripping        | 2:00              | 12:16           |
| Brad Stuart       | Cross-checking  | 2:00              | 19:06           |
| Källa:            |                 |                   |                 |

| Spelare                                            | Utvisning         | Utvisningsminuter | Tid             |
| Första perioden                                    | Första perioden   | Första perioden   | Första perioden |
| -------------------------------------------------- | ----------------- | ----------------- | --------------- |
| Todd Bertuzzi                                      | Holding           | 2:00              | 01:46           |
| Shane Hnidy                                        | Interference      | 2:00              | 07:28           |
| Rob Niedermayer                                    | Hooking           | 2:00              | 08:14           |
| Todd Marchant                                      | Hooking           | 2:00              | 09:48           |
| Andra perioden                                     |                   |                   |                 |
| Shane Hnidy                                        | Delaying the game | 2:00              | 06:39           |
| Shane Hnidy                                        | Boarding          | 2:00              | 09:20           |
| Rob Niedermayer                                    | Roughing          | 2:00              | 15:02           |
| Tredje perioden                                    |                   |                   |                 |
| Chris Pronger                                      | Tripping          | 2:00              | 00:18           |
| Todd Marchant                                      | Boarding          | 2:00              | 19:44           |
| Termer: Förseelser som leder till utvisningsstraff |                   |                   |                 |

### Statistik

#### Los Angeles Kings

##### Utespelare
| Spelare            | Mål | Assists | Poäng | +/− | Utvisningsminuter | Skott | Vunna tekningar (%) | Tacklingar | Tid på isen |
| ------------------ | --- | ------- | ----- | --- | ----------------- | ----- | ------------------- | ---------- | ----------- |
| Michael Cammalleri | 2   | 0       | 2     | 0   | 0                 | 3     | 60                  | 0          | 14:29       |
| Anže Kopitar       | 0   | 2       | 2     | 0   | 4                 | 3     | 58                  | 2          | 19:42       |
| Rob Blake          | 1   | 0       | 1     | +1  | 0                 | 1     | —                   | 1          | 25:18       |
| Michal Handzuš     | 1   | 0       | 1     | +1  | 0                 | 1     | 52                  | 3          | 17:06       |
| Dustin Brown       | 0   | 1       | 1     | 0   | 0                 | 1     | —                   | 0          | 20:27       |
| Aleksandr Frolov   | 0   | 1       | 1     | 0   | 2                 | 0     | 0                   | 0          | 15:26       |
| Patrick O'Sullivan | 0   | 1       | 1     | +1  | 0                 | 1     | —                   | 3          | 13:57       |
| Tom Preissing      | 0   | 1       | 1     | 0   | 0                 | 3     | 100                 | 1          | 14:25       |
| Ľubomír Višňovský  | 0   | 1       | 1     | +1  | 2                 | 1     | —                   | 2          | 21:47       |
| Derek Armstrong    | 0   | 0       | 0     | 0   | 0                 | 1     | 33                  | 1          | 11:59       |
| Kyle Calder        | 0   | 0       | 0     | 0   | 0                 | 2     | 100                 | 4          | 13:58       |
| Raitis Ivanāns     | 0   | 0       | 0     | 0   | 4                 | 0     | —                   | 0          | 03:50       |
| Jack Johnson       | 0   | 0       | 0     | 0   | 2                 | 1     | —                   | 4          | 18:44       |
| Ladislav Nagy      | 0   | 0       | 0     | 0   | 0                 | 2     | 0                   | 2          | 11:59       |
| Jaroslav Modrý     | 0   | 0       | 0     | 0   | 0                 | 0     | —                   | 0          | 16:34       |
| Brady Murray       | 0   | 0       | 0     | 0   | 0                 | 1     | 71                  | 3          | 11:10       |
| Brad Stuart        | 0   | 0       | 0     | 0   | 4                 | 0     | —                   | 3          | 22:29       |
| John Zeiler        | 0   | 0       | 0     | 0   | 0                 | 0     | —                   | 3          | 10:54       |
| Källa:             |     |         |       |     |                   |       |                     |            |             |

##### Målvakt
| Spelare          | Skott mot sig | Räddningar | Insläppta mål | Räddningsprocent | Utvisningsminuter | Tid på isen |
| ---------------- | ------------- | ---------- | ------------- | ---------------- | ----------------- | ----------- |
| Jonathan Bernier | 27            | 26         | 1             | 0,963            | 0                 | 59:59       |
| Källa:           |               |            |               |                  |                   |             |

#### Anaheim Ducks

##### Utespelare
| Spelare             | Mål | Assists | Poäng | +/− | Utvisningsminuter | Skott | Vunna tekningar (%) | Tacklingar | Tid på isen |
| ------------------- | --- | ------- | ----- | --- | ----------------- | ----- | ------------------- | ---------- | ----------- |
| Bobby Ryan          | 1   | 0       | 1     | 0   | 0                 | 3     | —                   | 1          | 15:18       |
| François Beauchemin | 0   | 1       | 1     | 0   | 0                 | 3     | —                   | 1          | 28:28       |
| Chris Pronger       | 0   | 1       | 1     | -1  | 2                 | 3     | —                   | 0          | 29:11       |
| Todd Bertuzzi       | 0   | 0       | 0     | -1  | 2                 | 1     | 25                  | 2          | 19:47       |
| Joe DiPenta         | 0   | 0       | 0     | 0   | 0                 | 0     | —                   | 0          | 11:56       |
| Ryan Getzlaf        | 0   | 0       | 0     | -1  | 0                 | 4     | 41                  | 0          | 23:45       |
| Shane Hnidy         | 0   | 0       | 0     | 0   | 6                 | 0     | —                   | 1          | 14:44       |
| Kent Huskins        | 0   | 0       | 0     | 0   | 0                 | 2     | —                   | 1          | 18:24       |
| Chris Kunitz        | 0   | 0       | 0     | -1  | 0                 | 1     | —                   | 2          | 19:34       |
| Todd Marchant       | 0   | 0       | 0     | 0   | 4                 | 3     | 50                  | 2          | 11:59       |
| Brad May            | 0   | 0       | 0     | 0   | 0                 | 1     | —                   | 0          | 06:45       |
| Andy McDonald       | 0   | 0       | 0     | -1  | 0                 | 1     | 61                  | 1          | 20:27       |
| Travis Moen         | 0   | 0       | 0     | 0   | 0                 | 1     | 0                   | 2          | 11:00       |
| Mark Mowers         | 0   | 0       | 0     | 0   | 0                 | 0     | 33                  | 1          | 06:01       |
| Rob Niedermayer     | 0   | 0       | 0     | 0   | 4                 | 0     | 60                  | 1          | 13:09       |
| Sean O'Donnell      | 0   | 0       | 0     | 0   | 0                 | 1     | —                   | 2          | 14:56       |
| George Parros       | 0   | 0       | 0     | 0   | 0                 | 0     | —                   | 1          | 06:13       |
| Corey Perry         | 0   | 0       | 0     | -1  | 0                 | 3     | 0                   | 2          | 16:46       |
| Källa:              |     |         |       |     |                   |       |                     |            |             |

##### Målvakt
| Spelare        | Skott mot sig | Räddningar | Insläppta mål | Räddningsprocent | Utvisningsminuter | Tid på isen |
| -------------- | ------------- | ---------- | ------------- | ---------------- | ----------------- | ----------- |
| Ilja Bryzgalov | 20            | 17         | 3             | 0,850            | 0                 | 58:27       |
| Källa:         |               |            |               |                  |                   |             |

## Andra matchen (30 september)

### Matchtrupperna
Lagens matchtrupper till matchen.
| Namn                | Namn                | Namn           |
| Målvakter           | Målvakter           | Målvakter      |
| ------------------- | ------------------- | -------------- |
| Ilja Bryzgalov      |                     |                |
| Jonas Hiller        |                     |                |
| Backar              |                     |                |
| François Beauchemin |                     |                |
| Joe DiPenta         |                     |                |
| Shane Hnidy         |                     |                |
| Kent Huskins        |                     |                |
| Sean O'Donnell      |                     |                |
| Chris Pronger (C)   |                     |                |
| Forwards            |                     |                |
| Namn                | Namn                | Position       |
| Todd Bertuzzi       | Todd Bertuzzi       | Högerforward   |
| Ryan Carter         | Ryan Carter         | Center         |
| Ryan Getzlaf        | Ryan Getzlaf        | Center         |
| Chris Kunitz (A)    | Chris Kunitz (A)    | Vänsterforward |
| Todd Marchant       | Todd Marchant       | Center         |
| Andy McDonald       | Andy McDonald       | Center         |
| Travis Moen         | Travis Moen         | Vänsterforward |
| Mark Mowers         | Mark Mowers         | Högerforward   |
| Rob Niedermayer (A) | Rob Niedermayer (A) | Center         |
| George Parros       | George Parros       | Högerforward   |
| Corey Perry         | Corey Perry         | Högerforward   |
| Bobby Ryan          | Bobby Ryan          | Högerforward   |
| Tränare             |                     |                |
| Randy Carlyle       |                     |                |

| Namn                   | Namn                   | Namn           |
| Målvakter              | Målvakter              | Målvakter      |
| ---------------------- | ---------------------- | -------------- |
| Jonathan Bernier       |                        |                |
| Jason LaBarbera        |                        |                |
| Backar                 |                        |                |
| Rob Blake (C)          |                        |                |
| Jack Johnson           |                        |                |
| Jaroslav Modrý         |                        |                |
| Tom Preissing          |                        |                |
| Brad Stuart            |                        |                |
| Ľubomír Višňovský      |                        |                |
| Forwards               |                        |                |
| Namn                   | Namn                   | Position       |
| Derek Armstrong        | Derek Armstrong        | Center         |
| Dustin Brown           | Dustin Brown           | Vänsterforward |
| Kyle Calder            | Kyle Calder            | Vänsterforward |
| Michael Cammalleri (A) | Michael Cammalleri (A) | Center         |
| Aleksandr Frolov       | Aleksandr Frolov       | Vänsterforward |
| Michal Handzuš         | Michal Handzuš         | Center         |
| Anže Kopitar           | Anže Kopitar           | Center         |
| Brady Murray           | Brady Murray           | Vänsterforward |
| Ladislav Nagy          | Ladislav Nagy          | Vänsterforward |
| Patrick O'Sullivan     | Patrick O'Sullivan     | Center         |
| Scott Thornton (A)     | Scott Thornton (A)     | Vänsterforward |
| John Zeiler            | John Zeiler            | Högerforward   |
| Tränare                |                        |                |
| Marc Crawford          |                        |                |

### Resultatet
|  | 30 september 2007 | Anaheim Ducks | 4 – 1  | Los Angeles Kings                                                                                              | O2-arenan | |
|  |                   | Första perioden: Corey Perry (PP) (10:49) Assists: McDonald, Pronger Chris Kunitz (PP) (15:19) Assists: McDonald, Perry Andra perioden: Corey Perry (2:53) Assists: Huskins, DiPenta Travis Moen (4:10) Assists: Niedermayer, Marchant Tredje perioden: — | [ 11 ] | Första perioden: — Andra perioden: (8:57) Michael Cammalleri Assists: Armstrong, O'Sullivan Tredje perioden: — | London, England, Storbritannien Publik: 17 300 Domare: Dave Jackson & Mick McGeough Linjedomare: Pierre Champoux & Mark Wheler | London, England, Storbritannien Publik: 17 300 Domare: Dave Jackson & Mick McGeough Linjedomare: Pierre Champoux & Mark Wheler |
|  |                   | |        | | London, England, Storbritannien Publik: 17 300 Domare: Dave Jackson & Mick McGeough Linjedomare: Pierre Champoux & Mark Wheler | London, England, Storbritannien Publik: 17 300 Domare: Dave Jackson & Mick McGeough Linjedomare: Pierre Champoux & Mark Wheler |
|  |                   | |        | | London, England, Storbritannien Publik: 17 300 Domare: Dave Jackson & Mick McGeough Linjedomare: Pierre Champoux & Mark Wheler | London, England, Storbritannien Publik: 17 300 Domare: Dave Jackson & Mick McGeough Linjedomare: Pierre Champoux & Mark Wheler |

|                     | Anaheim Ducks | Los Angeles Kings |
| ------------------- | ------------- | ----------------- |
| Powerplay           | 2/4           | 0/4               |
| Tacklingar          | 27            | 27                |
| Vunna tekningar (%) | 53            | 47                |
| Blockerade skott    | 5             | 7                 |
| Utvisningsminuter   | 15            | 15                |

| Period | Anaheim Ducks | Los Angeles Kings |
| ------ | ------------- | ----------------- |
| Första | 9             | 6                 |
| Andra  | 10            | 9                 |
| Tredje | 6             | 8                 |
| Totalt | 25            | 23                |

#### Utvisningar
| Spelare         | Utvisning         | Utvisningsminuter | Tid             |
| Första perioden | Första perioden   | Första perioden   | Första perioden |
| --------------- | ----------------- | ----------------- | --------------- |
| Todd Bertuzzi   | High sticking     | 2:00              | 06:45           |
| George Parros   | Interference      | 2:00              | 12:23           |
| Andra perioden  |                   |                   |                 |
| George Parros   | Fighting          | 5:00              | 10:13           |
| Shane Hnidy     | Delaying the game | 2:00              | 17:04           |
| Tredje perioden |                   |                   |                 |
| Sean O'Donnell  | Roughing          | 2:00              | 04:05           |
| Corey Perry     | Tripping          | 2:00              | 18:41           |
| Källa:          |                   |                   |                 |

| Spelare                                            | Utvisning         | Utvisningsminuter | Tid             |
| Första perioden                                    | Första perioden   | Första perioden   | Första perioden |
| -------------------------------------------------- | ----------------- | ----------------- | --------------- |
| Ľubomír Višňovský                                  | Holding           | 2:00              | 07:01           |
| Ladislav Nagy                                      | High sticking     | 2:00              | 08:39           |
| John Zeiler                                        | High sticking     | 2:00              | 10:17           |
| Brady Murray                                       | Holding the stick | 2:00              | 14:56           |
| Andra perioden                                     |                   |                   |                 |
| Scott Thornton                                     | Fighting          | 5:00              | 10:13           |
| Tredje perioden                                    |                   |                   |                 |
| John Zeiler                                        | Roughing          | 2:00              | 04:05           |
| Termer: Förseelser som leder till utvisningsstraff |                   |                   |                 |

### Statistik

#### Anaheim Ducks

##### Utespelare
| Spelare             | Mål | Assists | Poäng | +/− | Utvisningsminuter | Skott | Vunna tekningar (%) | Tacklingar | Tid på isen |
| ------------------- | --- | ------- | ----- | --- | ----------------- | ----- | ------------------- | ---------- | ----------- |
| Corey Perry         | 2   | 1       | 3     | 0   | 2                 | 5     | —                   | 3          | 16:53       |
| Andy McDonald       | 0   | 2       | 2     | 0   | 0                 | 1     | 33                  | 2          | 15:57       |
| Chris Kunitz        | 1   | 0       | 1     | 0   | 0                 | 5     | —                   | 2          | 17:43       |
| Travis Moen         | 1   | 0       | 1     | +1  | 0                 | 4     | —                   | 3          | 19:09       |
| Joe DiPenta         | 0   | 1       | 1     | +1  | 0                 | 0     | —                   | 0          | 14:35       |
| Kent Huskins        | 0   | 1       | 1     | +1  | 0                 | 1     | —                   | 3          | 18:44       |
| Todd Marchant       | 0   | 1       | 1     | +1  | 0                 | 1     | 65                  | 0          | 18:11       |
| Rob Niedermayer     | 0   | 1       | 1     | +1  | 0                 | 2     | 0                   | 1          | 17:26       |
| Chris Pronger       | 0   | 1       | 1     | 0   | 0                 | 0     | —                   | 1          | 23:25       |
| François Beauchemin | 0   | 0       | 0     | 0   | 0                 | 0     | —                   | 2          | 25:37       |
| Todd Bertuzzi       | 0   | 0       | 0     | 0   | 2                 | 0     | 0                   | 1          | 13:03       |
| Ryan Carter         | 0   | 0       | 0     | 0   | 0                 | 2     | 86                  | 3          | 10:14       |
| Ryan Getzlaf        | 0   | 0       | 0     | 0   | 0                 | 2     | 54                  | 0          | 16:18       |
| Shane Hnidy         | 0   | 0       | 0     | 0   | 2                 | 1     | —                   | 2          | 17:41       |
| Mark Mowers         | 0   | 0       | 0     | 0   | 0                 | 0     | —                   | 2          | 07:00       |
| Sean O'Donnell      | 0   | 0       | 0     | 0   | 2                 | 0     | —                   | 2          | 19:34       |
| George Parros       | 0   | 0       | 0     | 0   | 7                 | 0     | —                   | 0          | 07:05       |
| Bobby Ryan          | 0   | 0       | 0     | 0   | 0                 | 1     | —                   | 0          | 12:12       |
| Källa:              |     |         |       |     |                   |       |                     |            |             |

##### Målvakt
| Spelare      | Skott mot sig | Räddningar | Insläppta mål | Räddningsprocent | Utvisningsminuter | Tid på isen |
| ------------ | ------------- | ---------- | ------------- | ---------------- | ----------------- | ----------- |
| Jonas Hiller | 23            | 22         | 1             | 0,957            | 0                 | 60:00       |
| Källa:       |               |            |               |                  |                   |             |

#### Los Angeles Kings

##### Utespelare
| Spelare            | Mål | Assists | Poäng | +/− | Utvisningsminuter | Skott | Vunna tekningar (%) | Tacklingar | Tid på isen |
| ------------------ | --- | ------- | ----- | --- | ----------------- | ----- | ------------------- | ---------- | ----------- |
| Michael Cammalleri | 1   | 0       | 1     | 0   | 0                 | 4     | 0                   | 0          | 19:32       |
| Derek Armstrong    | 0   | 1       | 1     | +1  | 0                 | 1     | 58                  | 2          | 14:31       |
| Patrick O'Sullivan | 0   | 1       | 1     | +1  | 0                 | 1     | 0                   | 3          | 13:49       |
| Rob Blake          | 0   | 0       | 0     | 0   | 0                 | 1     | —                   | 0          | 21:18       |
| Dustin Brown       | 0   | 0       | 0     | -1  | 0                 | 0     | —                   | 6          | 16:43       |
| Kyle Calder        | 0   | 0       | 0     | 0   | 0                 | 0     | 0                   | 1          | 15:05       |
| Aleksandr Frolov   | 0   | 0       | 0     | 0   | 0                 | 1     | 100                 | 2          | 14:55       |
| Michal Handzuš     | 0   | 0       | 0     | -1  | 0                 | 1     | 47                  | 1          | 12:10       |
| Jack Johnson       | 0   | 0       | 0     | -1  | 0                 | 0     | —                   | 3          | 22:17       |
| Anže Kopitar       | 0   | 0       | 0     | -1  | 0                 | 4     | 38                  | 0          | 21:02       |
| Jaroslav Modrý     | 0   | 0       | 0     | -1  | 0                 | 1     | —                   | 0          | 14:21       |
| Brady Murray       | 0   | 0       | 0     | -1  | 2                 | 0     | 57                  | 0          | 12:15       |
| Ladislav Nagy      | 0   | 0       | 0     | 0   | 2                 | 2     | —                   | 0          | 12:19       |
| Tom Preissing      | 0   | 0       | 0     | 0   | 0                 | 1     | —                   | 0          | 16:40       |
| Brad Stuart        | 0   | 0       | 0     | 0   | 0                 | 3     | —                   | 1          | 23:25       |
| Scott Thornton     | 0   | 0       | 0     | 0   | 5                 | 0     | 100                 | 5          | 08:22       |
| Ľubomír Višňovský  | 0   | 0       | 0     | 0   | 2                 | 1     | —                   | 0          | 22:00       |
| John Zeiler        | 0   | 0       | 0     | -1  | 4                 | 2     | —                   | 3          | 12:34       |
| Källa:             |     |         |       |     |                   |       |                     |            |             |

##### Målvakt
| Spelare         | Skott mot sig | Räddningar | Insläppta mål | Räddningsprocent | Utvisningsminuter | Tid på isen |
| --------------- | ------------- | ---------- | ------------- | ---------------- | ----------------- | ----------- |
| Jason LaBarbera | 25            | 21         | 4             | 0,840            | 0                 | 59:58       |
| Källa:          |               |            |               |                  |                   |             |